# Симона Кавалари
Симона Кавалари (на италиански: Simona Cavallari) e италианска актриса. В България е известна с ролите си на Естер Рази от сериала „Октопод“, на Нина от сериала „Жена“, на Мануела Козентино от сериала „Подозрения“, на Рената Ди Мора от сериала „Комисар Монталбано“, на Мария Потенца от двусерийния филм „Ще бъда твой съдник“ и на Пия от филма „Разкъсани души“.